# Zali Breg
Zali Breg este o localitate din comuna Brda, Slovenia, cu o populație de 90 de locuitori.